# Poecilopsetta vaynei
Poecilopsetta vaynei är en fiskart som beskrevs av Quéro, Hensley och Maugé, 1988. Poecilopsetta vaynei ingår i släktet Poecilopsetta och familjen flundrefiskar. Inga underarter finns listade i Catalogue of Life.